# Callista Chimombo
Callista Mutharika (tên khai sinh: Callista Chapola-Chimombo, sinh ngày 24 tháng 5 năm 1959) là một chính trị gia người Malawi và là góa phụ của Tổng thống Bingu wa Mutharika. Bà từng là Đệ Nhất Phu nhân của Cộng hòa Malawi từ năm 2010 đến năm 2012. Ngoài ra, bà còn là Ủy viên Nội các Malawi, đảm nhiệm vai trò Điều phối viên Quốc gia về Sức khỏe Bà mẹ, Trẻ sơ sinh và Trẻ em, HIV/AIDS, Dinh dưỡng, Sốt rét và Lao.
Từ năm 2022, bà được bổ nhiệm làm Cao ủy của Malawi tại Cộng hòa Kenya. Trước đó, bà từng là thành viên của Nghị viện Liên minh châu Phi (Pan-African Parliament) và Bộ trưởng  Bộ Du lịch, Động vật hoang dã và Văn hóa của Malawi.
Năm 2005, bà là Tổng Thư ký của Liên minh Nữ nghị sĩ Malawi. Trong sự nghiệp, bà từng là thành viên của Đảng Tiến bộ Dân chủ (DPP) và Đảng Mặt trận Dân chủ Thống nhất (UDF).

## Đời tư
Tháng 1 năm 2010, sau một thời gian dài bị đồn đoán, Callista và Tổng thống Mutharika chính thức đính hôn và tổ chức đám cưới vào ngày 1 tháng 5 năm 2010. Họ đính hôn đúng vào Ngày lễ Tình nhân, trong một buổi lễ truyền thống được truyền hình trực tiếp. Trong lễ đính hôn, cặp đôi không ngần ngại thể hiện niềm hạnh phúc của mình bằng việc khiêu vũ sôi động trước sự chứng kiến của con cái, người thân và khách mời. Họ tổ chức lễ cưới tại một nhà thờ Công giáo.

## Sự nghiệp
Trước khi bước vào chính trường, Callista từng làm việc cho tổ chức chống đói nghèo của Joyce Banda, gọi là Hunger Project.

### Sự nghiệp chính trị
Năm 2005, bà giữ vai trò Tổng Thư ký của Liên minh Nữ nghị sĩ Malawi, và từng là Nghị sĩ đại diện khu vực Likangala, huyện Zomba. Bà còn là thành viên của Nghị viện Liên minh châu Phi và là Bộ trưởng Bộ Du lịch và Văn hóa. Sau khi kết hôn với Tổng thống Bingu wa Mutharika, bà trở thành Đệ Nhất Phu nhân Malawi.

## Đệ nhất Phu nhân Malawi
Bà giữ vai trò Đệ Nhất Phu nhân từ năm 2010 cho đến khi Tổng thống Mutharika qua đời ngày 5 tháng 4 năm 2012. Bà là một đệ nhất phu nhân có quan điểm chính trị mạnh mẽ và từng công khai chỉ trích Joyce Banda, người sau này trở thành Tổng thống, rằng bà không đủ năng lực để lãnh đạo quốc gia. Bà cho rằng những người ủng hộ bà Banda đang ảo tưởng khi so sánh bà với Tổng thống nữ đầu tiên của Liberia, Ellen Johnson Sirleaf. Bà cũng từng ám chỉ ý định tranh cử tổng thống vào năm 2014.

### Sáng kiến làm mẹ an toàn
Tháng 8 năm 2010, Tổng thống Mutharika bổ nhiệm bà làm Đại sứ Thiện chí của Liên minh châu Phi về Làm mẹ an toàn, thay thế Joyce Banda. Bà đồng thời cũng là người điều phối chương trình quốc gia về làm mẹ an toàn và là người đứng đầu Quỹ Làm mẹ an toàn, tập trung vào việc thúc đẩy quyền phụ nữ và các nhóm yếu thế.

### Chương trình chống sốt rét và vai trò trong nội các
Ngoài ra, bà còn phụ trách chương trình chống sốt rét của quốc gia, và từ ngày 8 tháng 9 năm 2011, vị trí này được nâng cấp thành một vị trí nội các chính thức với chức danh Điều phối viên Quốc gia về Sức khỏe Bà mẹ, Trẻ em, HIV/AIDS, Dinh dưỡng, Sốt rét và Lao. Mặc dù công việc mang tính từ thiện, bà vẫn nhận lương hơn 7.000 đô la Mỹ mỗi tháng, theo chính quyền Mutharika. Đáng chú ý, vào ngày 8 tháng 9 năm 2011, các tờ báo điện tử Maravi Post và Nyasa Times đưa tin rằng tên của Callista Mutharika đã xuất hiện trên trang web chính thức của chính phủ Malawi với tư cách là Phó Tổng thống — có thể do nhầm lẫn hoặc cố ý. Các bài báo cũng đăng kèm ảnh chụp màn hình làm bằng chứng. Sau đó, thông tin này đã được chỉnh sửa trên trang web. Tuy vậy, chính quyền của Tổng thống Mutharika đã phủ nhận việc bà giữ chức Phó Tổng thống.

### Phát ngôn gây tranh cãi
Callista từng gây bức xúc khi lên án các tổ chức phi chính phủ (NGO) vì “ủng hộ đồng tính và phá hoại hòa bình xã hội”. Bà cáo buộc rằng các NGO nhận tiền từ nước ngoài để gây rối và lan truyền đồng tính. Bà cũng chỉ trích các nhóm xã hội dân sự đã tổ chức cuộc biểu tình ngày 20 tháng 7 năm 2011 và kêu gọi người dân nông thôn không tham gia. Phát ngôn của bà bị chỉ trích là tuyên truyền, thiếu trách nhiệm và không có căn cứ pháp lý. Tám tổ chức đã cùng ký vào một văn bản phản hồi chính thức, thừa nhận quyền tự do ngôn luận của bà Callista, nhưng đồng thời đặt dấu hỏi về vai trò người phát ngôn của bà, vì tại thời điểm đó, Hiến pháp không trao cho bà thẩm quyền này. Các tổ chức này cáo buộc bà lan truyền thông tin mang tính tuyên truyền và cho rằng những phát ngôn của bà là “thiếu trách nhiệm và không thể chấp nhận được”.